# 대한민국 대검찰청 공공수사부
대한민국 대검찰청 공안부(大韓民國 大檢察廳 公安部)는 대한민국의 59개 지방검찰청 및 관할 지청의 공안 전담 검사들을 지휘하는 부서이다. 공안부장은 이른바 검찰 내에서 노른자 보직으로 알려져 있고 차관급 대우를 받는다. 검찰 내 최고 요직인 이른바 빅4(서울중앙지검장, 법무부 검찰국장, 대검찰청 반부패부장, 대검찰청 공안부장)에 속한다. 대한민국 공공의 안전을 저해하는 공안사건 수사의 사령탑이며 검사장급 직위이다. 이른바 군사정권 시절 정권유지의 중심축으로 민주화 운동이나 정치활동 탄압으로 비판을 받기도 하였으나 민주화 정권 이후에는 정권보호가 아닌 체제수호라는 원래의 목적으로 돌아갔다.
공안부장 휘하의 공안기획관은 공안업무의 기획에 관한 사항에 대하여 대검찰청 공안부장을 보좌하며 공안부장 산하에 공안1, 2, 3과가 있어 각각 대공사건, 선거사건, 남북교류협력관련 사건, 보안관찰법에 의한 보안관찰처분에 관한 사항과 노동관련 사건, 학원관련 사건에 관한 사항을 관장하며 또한 사회·종교·정치 등 단체 관련 공안사건 및 집단행동관련 사건, 테러사건, 출입국 관련 사건에 관한 사항 역시 관장한다. 대검찰청 공안부장의 직위는 대통령령 제29055호 검찰청 사무기구에 관한 규정 제8조에 근거하고 있으며 해당 규정 제8조 제1, 2, 4, 5, 6항은 대검찰청 공안부의 산하 부서 및 공안기획관 그리고 그 분장 사무를 규정하고 있다.
문재인 정부에서는 대한민국 대검찰청 공공수사부(大韓民國 大檢察廳 公共搜査部)로 개칭하였다. 간첩 사건을 담당하던 대검 공안1과는 공안수사지원과, 선거 사건을 담당하던 공안2과는 선거수사지원과, 집회·시위·노동을 담당하는 공안3과는 노동수사지원과로 개칭되었고, 서울중앙지검 공안1∼2부와 공공형사수사부는 공공수사1∼3부로, 일선 검찰청 공안부는 공공수사부로 바뀌었다.

## 임명
검찰청법(법률 제11690호) 제34조(검사의 임명 및 보직 등)에 의거하여 대검찰청 공안부장의 임명은 법무부장관의 제청으로 대통령이 한다. 이 경우 법무부장관은 검찰총장의 의견을 들어 보직을 제청한다.

## 역사
- 불법파견, 위장도급 문제가 제기되면서 사내하도급 관련 논란은 노사관계의 최대 쟁점으로 떠오르자 2013년 9월 10일에 서울 서초구 대검청사 별관 디지털포렌식센터에서 사내하도급 관련 쟁점에 관한 다양한 의견을 청취하고 개선방향을 논의하는 '사내하도급의 법적 쟁점과 과제'를 주제로 박수근 한양대 교수, 박지순 고려대 교수, 신인수 민주노총 법률원 변호사, 이형준 경총 노동정책본부장, 최관병 고용노동부 고용차별개선과장 등이 참석해 주제발표하는 세미나를 개최했다.[10]

## 역대 공안부장
| 정부        | 대수   | 이름                              | 임기                              | 비고 |
| ----------- | ------ | --------------------------------- | --------------------------------- | ---- |
| 제4공화국   | 1대    | 설동훈                            | 1973년 4월 6일 ~ 1974년 8월 23일  |      |
| 제4공화국   | 2대    | 강우영                            | 1974년 8월 23일 ~ 1975년 9월 30일 |      |
| 제4공화국   | 3대    | 김태현                            | 1975년 10월 1일 ~ 1977년 2월 14일 |      |
| 제4공화국   | 4대    | 한옥신                            | 1977년 2월 15일 ~ 1978년 2월 10일 |      |
| 제4공화국   | 5대    | 김태현                            | 1978년 2월 11일 ~ 1979년 2월 14일 |      |
| 제4공화국   | 6대    | 박준양                            | 1979년 2월 15일 ~ 1980년 6월 4일  |      |
| 제4공화국   | 7대    | 정치근                            | 1980년 6월 4일 ~ 1981년 4월 24일  |      |
| 제5공화국   | 8대    | 이창우                            | 1981년 4월 25일 ~ 1982년 6월 16일 |      |
| 제5공화국   | 9대    | 최상엽                            | 1982년 6월 17일 ~ 1987년 6월 7일  |      |
| 제5공화국   | 10대   | 정경식                            | 1987년 6월 8일 ~ 1989년 3월 24일  |      |
| 노태우 정부 | 10대   | 정경식                            | 1987년 6월 8일 ~ 1989년 3월 24일  |      |
| 11대        | 이건개 | 1989년 3월 25일 ~ 1992년 7월 28일 |                                   |      |
| 12대        | 변재일 | 1992년 7월 29일 ~ 1993년 2월      |                                   |      |
| 김영삼 정부 | 13대   | 최환                              | 1993년 3월 ~ 1994년               |      |
| 김영삼 정부 | 14대   | 안강민                            | 1994년 ~ 1995년 9월 19일          |      |
| 김영삼 정부 | 15대   | 최병국                            | 1995년 9월 20일 ~ 1997년 1월      |      |
| 김영삼 정부 | 16대   | 주선회                            | 1997년 1월 ~ 1998년 3월 22일      |      |
| 김대중 정부 | 17대   | 진형구                            | 1998년 3월 23일 ~ 1999년 6월 8일  |      |
| 김대중 정부 | 18대   | 김각영                            | 1999년 6월 9일 ~                  |      |
| 김대중 정부 | 19대   | 이범관                            |                                   |      |
| 김대중 정부 | 20대   | 박종열                            |                                   |      |
| 김대중 정부 | 21대   | 이정수                            | 2002년 ~ 2003년                   |      |
| 노무현 정부 | 22대   | 이기배                            | 2003년 3월 ~ 2003년 8월           |      |
| 노무현 정부 | 23대   | 홍경식                            | 2003년 8월 ~ 2004년 5월           |      |
| 노무현 정부 | 24대   | 강충식                            | 2004년 6월 ~ 2005년 4월           |      |
| 노무현 정부 | 25대   | 권재진                            | 2005년 ~ 2006년                   |      |
| 노무현 정부 | 26대   | 이귀남                            | 2006년 ~ 2007년 2월               |      |
| 노무현 정부 | 27대   | 이준보                            |                                   |      |
| 이명박 정부 | 28대   | 박한철                            | 2008년 3월~ 2009년 1월            |      |
| 이명박 정부 | 29대   | 노환균                            | 2009년 1월 ~ 2009년 8월           |      |
| 이명박 정부 | 30대   | 신종대                            | 2009년 8월 ~ 2011년 8월           |      |
| 이명박 정부 | 31대   | 임정혁                            | 2011년 8월 ~ 2013년 4월           |      |
| 박근혜 정부 | 32대   | 송찬엽                            | 2013년 ~ 2013년                   |      |
| 박근혜 정부 | 33대   | 오세인                            | 2013년 12월 ~ 2015년 2월          |      |
| 박근혜 정부 | 34대   | 정점식                            | 2015년 2월 25일~ 2017년 6월 8일   |      |
| 문재인 정부 | 35대   | 권익환                            | 2017년 8월 1일~ 2018년 1월 18일   |      |
| 문재인 정부 | 36대   | 오인서                            | 2018년 1월 19일 ~ 2019년 7월 31일 |      |
| 문재인 정부 | 37대   | 박찬호                            | 2019년 8월 1일 ~ 2020년 1월 12일  |      |
| 문재인 정부 | 38대   | 배용원                            | 2020년 1월 13일 ~ 2020년 8월 10일 |      |
| 문재인 정부 | 39대   | 이정현                            | 2020년 8월 11일 ~ 2022년 5월 22일 |      |
| 윤석열 정부 | 40대   | 김유철                            | 2022년 5월 23일 ~ 2023년 9월 6일  |      |
| 윤석열 정부 | 41대   | 박기동                            | 2023년 9월 7일 ~ 2024년 5월 13일  |      |
| 윤석열 정부 | 42대   | 김태은                            | 2024년 5월 13일 ~ 2025년 7월 29일 |      |
| 이재명 정부 | 43대   | 김도완                            | 2025년 7월 29일 ~                 |      |

## 역대 공안기획관
- 1대 김상수
- 2대 이태창
- 3대 제갈융우
- 4대 백삼기
- 5대 조준웅
- 6대 장윤석
- 7대 황선태
- 8대 김재기
- 9대 고영주
- 10대 안영욱
- 11대 정현태
- 12대 박영수
- 13대 박만
- 14대 천성관
- 15대 안창호
- 16대 김학의
- 17대 신종대
- 18대 박청수
- 19대 김희관
- 20대 오세인
- 21대 봉욱
- 22대 이영만
- 23대 이진한
- 24대 김창희
- 25대 조상철
- 26대 변창훈
- 27대 고흥
- 28대 이수권
- 29대 송규종

## 같이 보기
- 검찰청
- 대검찰청
- 검찰총장